# Великий белый флот

Маршрут Великого белого флота

Великий белый флот (англ. Great White Fleet) — популярное название военно-морской группировки США, совершившей кругосветное плавание в период с 16 декабря 1907 года по 22 февраля 1909 года. Группировка состояла из четырёх дивизионов по четыре броненосца, сведённых в две эскадры, и кораблей сопровождения. Плавание было совершено по приказу президента США Теодора Рузвельта и было призвано продемонстрировать военно-морскую мощь США, в частности, наличие у них большого океанского военно-морского флота.
Под тем же названием с 1903 года был известен грузовой флот компании Юнайтед Фрут.

## Цели

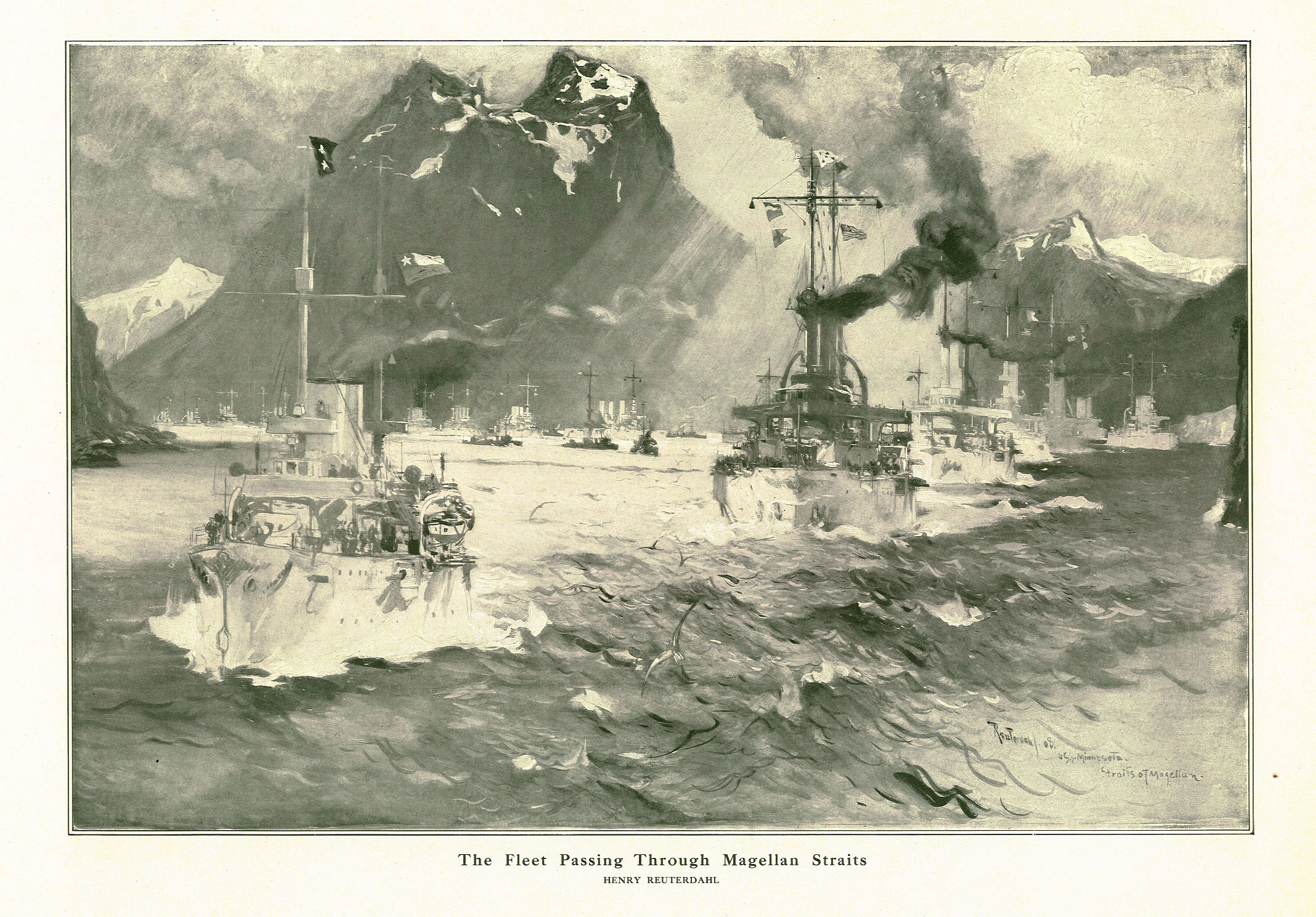
ВБФ в Магеллановом проливе

На закате своего правления президент Рузвельт отправил 16 линкоров атлантического флота в кругосветное плавание, продолжавшееся с 16 декабря 1907 года по 22 февраля 1909 года. Корпуса кораблей были окрашены в привычный для мирного времени цвет — белый, за что позже они стали известны как «Великий белый флот».
Кругосветное плавание преследовало несколько целей. США заявляли о себе как о крупной морской державе, получали возможность проверить мореходность флота, а также продемонстрировать свою доброжелательность, посетив многочисленные страны и порты. Дополнительно оно демонстрировало Японии, которая получила статус крупной морской державы после разгрома российского флота в Цусимском сражении в 1905 году, что американский флот, несмотря на то, что он базируется в Атлантическом океане, может быть развёрнут в любой точке мира и сможет защитить американские интересы на Филиппинах и в Тихом океане. После того, как американский флот пересёк Тихий океан, японские политики осознали, что баланс сил на востоке изменился. Этому поспособствовало принятие соглашения Рута-Такахиры (англ. Root–Takahira Agreement), определившее важные сферы интересов США и Японии.

## Ход экспедиции

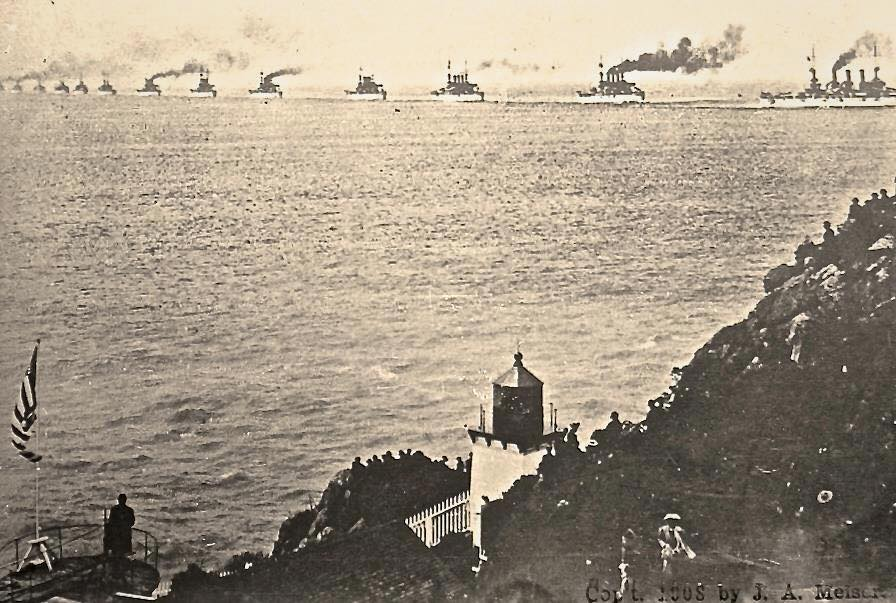
Великий белый флот близ побережья Тринидада (1908)

Так как строительство Панамского канала ещё не было завершено, путь следования был проложен через Магелланов пролив. Прибыв к месту встречи с разных сторон, флот продолжил путь согласно тщательно продуманному плану. Масштаб операции был беспрецедентным в истории США: в организацию были вовлечены практически все ресурсы ВМФ Штатов. Во время плавания было установлено несколько мировых рекордов, одним из которых было рекордное количество кораблей, одновременно совершивших кругосветное плавание.
Тысячи людей собирались в портах, чтобы увидеть и поприветствовать флот. С 1 по 4 мая 1908 года флот посетил город Монтерей, штат Калифорния. Для моряков был организован роскошный бал в ближайшем отеле Дель Монте (Hotel Del Monte) в одноимённом городе. В 1942 году этот городок был передан ВМС США для организации школы подготовки пилотов, а после второй мировой войны сюда перевели военно-морскую аспирантуру.

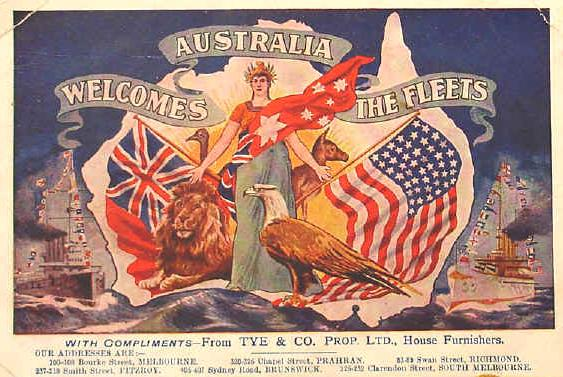
Австралийская почтовая открытка, приветствующая прибытие флота, 1908 год

В Австралии прибытие флота 20 августа 1908 года использовали, чтобы обеспечить поддержку создания собственного военно-морского флота. Японцы пошли на беспрецедентные меры, желая продемонстрировать своё мирное отношение к США: тысячи японских школьников размахивали американскими флагами, когда моряки сходили на берег в порту г. Иокогама. На Сицилии экипаж корабля принял участие в восстановительных работах после землетрясения в городе Мессина.
В феврале 1909 года на военно-морской базе Хэмптон Роудз, штат Виргиния президент Рузвельт наблюдал триумфальное возвращение флота, тем самым показывая, что для него это подходящее завершение своего президентства. Обращаясь к офицерам и матросам, он сказал: «Другие страны тоже могут совершить кругосветное путешествие, но вы были первыми». Благодаря этому продуманному поступку Рузвельта США удалось заслужить ещё большее уважение, а также укрепить свои позиции на международной арене.

## Состав группировки
Экипаж эскадры составлял 14 000 моряков. Они преодолели около 43 000 морских миль (80 000 км) и посетили 20 портов на 6 континентах. Состав группировки был внушительным, что наглядно демонстрировало высокий уровень американской промышленности (все 18 кораблей были построены после окончания Испано-Американской войны 1898 г.).
Состав флота на первый этап похода (выделены флагманские корабли):
| Первый дивизион | Второй дивизион  | Третий дивизион | Четвёртый дивизион |
| --------------- | ---------------- | --------------- | ------------------ |
| USS Connecticut | USS Georgia      | USS Minnesota   | USS Alabama        |
| USS Kansas      | USS New Jersey   | USS Maine       | USS Illinois       |
| USS Vermont     | USS Rhode Island | USS Missouri    | USS Kearsarge      |
| USS Louisiana   | USS Virginia     | USS Ohio        | USS Kentucky       |

Первый дивизион состоял из четырёх броненосцев типа «Коннектикут», проекта 1906 года (последний додредноутный тип во флоте США). Второй дивизион включал четыре броненосца типа «Вирджиния», проекта 1902 года. Третий дивизион включал один броненосец типа «Коннектикут» и три броненосца типа «Мэн», проект 1902 года. Четвёртый дивизион включал два корабля типа «Иллинойс» 1901 и два типа «Кирсадж» 1900 года.
Корабли, участвовавшие в плавании, были предшественниками совершенно нового типа боевых кораблей — дредноутов, первый из которых, «Южная Каролина», был экипирован в то время. При этом броненосцы типа «Кирсадж» относились к типу увеличенных броненосцев береговой обороны, и, как и броненосцы типа «Вирджиния», отличались экспериментальными двухъярусными башнями главного калибра.
Два броненосца — «Мэн» и «Алабама» — пришлось заменить из-за технических проблем. В г. Сан-Франциско, штат Калифорния, их сменили «Небраска» и «Висконсин». По завершении ремонтных работ «Алабама» и «Мэн» совершили «собственное и менее извилистое кругосветное плавание». Путь следования проходил через Гавайскую Республику, о. Гуам, Филиппины, Сингапур, Шри-Ланку, Суэц, Неаполь, Гибралтар, Азорские острова. 20 октября 1908 года корабли вернулись в США.
Состав флота на второй этап похода (выделены: флагманские корабли; корабли, пришедшие на смену выбывшим):
| Первый дивизион | Второй дивизион  | Третий дивизион | Четвёртый дивизион |
| --------------- | ---------------- | --------------- | ------------------ |
| USS Connecticut | USS Georgia      | USS Louisiana   | USS Wisconsin      |
| USS Kansas      | USS New Jersey   | USS Virginia    | USS Illinois       |
| USS Vermont     | USS Rhode Island | USS Missouri    | USS Kearsarge      |
| USS Minnesota   | USS Nebraska     | USS Ohio        | USS Kentucky       |

Во время первого этапа плавания флот шёл в сопровождении флотилии «Торпедо», состоявшей из 6 эсминцев ранних типов (D-6, D-7, D-8 и D-13, D-14, D-15) и тендера (плавучей базы) «Аретуза». Флотилия не была придана флоту, а следовала самостоятельно по тому же пути. Кроме того, по маршруту флота с опережением примерно на месяц шел броненосный крейсер «Вашингтон» — вероятно, для решения организационных вопросов.

## Маршрут
Первый этап:
| Порт                      | Прибытие           | Отправление        | Расстояние до следующего порта |
| ------------------------- | ------------------ | ------------------ | ------------------------------ |
| Хэмптон-Роудз, Виргиния   |                    | 16 декабря 1907 г. | 1803 морские мили (3309 км)    |
| Порт-оф-Спейн, Тринидад   | 23 декабря 1907 г. | 29 декабря 1907 г. | 3399 морских миль (6295 км)    |
| Рио-де-Жанейро, Бразилия  | 12 января 1908 г.  | 21 января 1908 г.  | 2374 морские мили (4397 км)    |
| Пунта-Аренас, Чили        | 1 февраля 1908 г.  | 7 февраля 1908 г.  | 2838 морских миль (5256 км)    |
| Кальяо, Перу              | 20 февраля 1908 г. | 29 февраля 1908 г. | 3010 морских миль (5570 км)    |
| Бухта Магдалена, Мексика  | 12 марта 1908 г.   | 11 апреля 1908 г.  | 1132 морские мили (2096 км)    |
| Сан-Франциско, Калифорния | 6 мая 1908 г.      |                    |                                |

Второй этап путешествия стартовал из Сан-Франциско в Пьюджет-Саунд и обратно. 23 мая 1908 года 16 броненосцев Великого белого флота вошли в Пьюджет-Саунд, где разделились, чтобы посетить шесть портов штата Вашингтон: Беллингхем, Бремертон, Порт-Анджелес, Порт-Таунсенд, Сиэтл и Такома. Флот прибыл в Сиэтл 23 мая и отбыл 27 мая 1908 года.
Третий этап:
| Порт                                  | Прибытие            | Отправление         | Расстояние до следующего порта |
| ------------------------------------- | ------------------- | ------------------- | ------------------------------ |
| Сан-Франциско, Калифорния             |                     | 7 июля 1908 г.      | 2126 морских миль (3937 км)    |
| Гонолулу, Гавайи                      | 16 июля 1908 г.     | 22 июля 1908 г.     | 3870 морских миль (7170 км)    |
| Окленд, Новая Зеландия                | 9 августа 1908 г.   | 15 августа 1908 г.  | 1307 морских миль (2421 км)    |
| Сидней, Новый Южный Уэльс, Австралия  | 20 августа 1908 г.  | 28 августа 1908 г.  | 601 морская миля (1113 км)     |
| Мельбурн, Виктория, Австралия         | 29 августа 1908 г.  | 5 сентября 1908 г.  | 1368 морских миль (2534 км)    |
| Олбани, Западная Австралия, Австралия | 11 сентября 1908 г. | 18 сентября 1908 г. | 3458 морских миль (6404 км)    |
| Манила, Филиппины                     | 2 октября 1908 г.   | 9 октября 1908 г.   | 1795 морских миль (3324 км)    |
| Иокогама, Япония                      | 18 октября 1908 г.  | 25 октября 1908 г.  | 1811 морских миль (3354 км)    |
| Амой, Китай (Вторая эскадра)          | 29 октября 1908 г.  | 5 ноября 1908 г.    |                                |
| Манила, Филиппины (Первая эскадра)    | 31 октября 1908 г.  |                     |                                |
| Манила, Филиппины (Вторая эскадра)    | 7 ноября 1908 г.    |                     |                                |

Четвёртый (последний) этап:
| Порт                    | Прибытие                      | Отправление        | Расстояние до следующего порта |
| ----------------------- | ----------------------------- | ------------------ | ------------------------------ |
| Манила, Филиппины       |                               | 1 декабря 1908 г.  | 2985 морских миль (5528 км)    |
| Коломбо, Цейлон         | 13 декабря 1908 г.            | 20 декабря 1908 г. | 3448 морских миль (6,386 км)   |
| Суэц, Египет            | 3 января 1909 г.              | 4–6 января 1909 г. | 2443 морские мили (4524 км)    |
| Гибралтар               | 31 января – 1 февраля 1909 г. | 6 февраля 1909 г.  | 3579 морских миль (6628 км)    |
| Хэмптон-Роудз, Виргиния | 22 февраля 1909 г.            |                    |                                |